# Wyrzysk

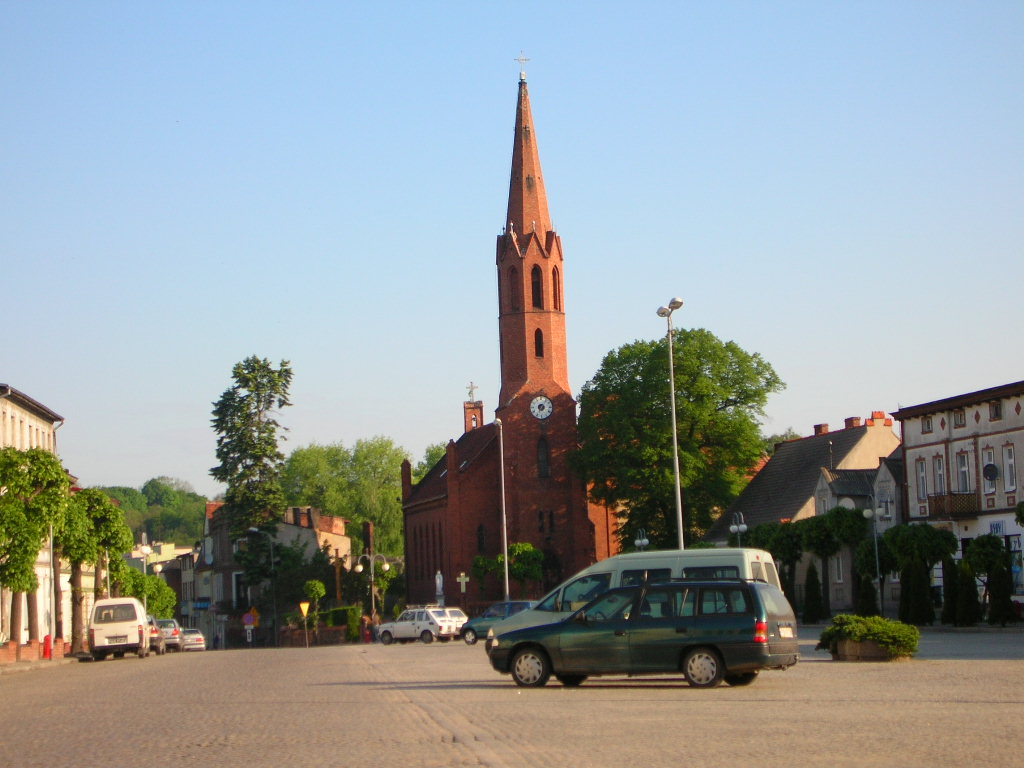
A wyrzyski templom

Wyrzysk [ˈvɨʐɨsk] (németül: Wirsitz) város Lengyelországban, a Nagy-lengyelországi vajdaságban, Piła járásban. Lakossága 5263 fő volt 2004-ben.

## Földrajzi elhelyezkedés
A wyrzyski községnek 14 500 lakosa van és 160,7 km² nagyságú területet ölel fel. A Nagy-lengyelországi vajdaság északi sarkában fekszik; keletről a Kujávia-pomerániai vajdaság határolja. A környező területekből, 117,11 km² a megművelhető talaj és 19,65 km² erdő.
A közösségen régebben keresztülhaladt a 10-es számú nemzeti autóút Szczecinből Varsóba de azóta egy elkerülő út épült. Ez a kitérő összeköti Wyrzysket Piłával (37 km) és Bydgoszczcsal (55 km). A Osiek nad Notecią-i vasútállomás lehetővé teszi a vasúti megközelítését is Piłának (39 km) és Bydgoszcznak (48 km)
A község a Krajnai-fennsíkon fekszik. A déli határát a Noteć folyó adja mellékfolyójával a Łobżonkaval, ami keresztülvág a festői Noteć-völgyön. Az egyik magaslat, a Dębowa-hegy, eléri a 192 méteres tengerszint feletti magasságot, ezzel Krajna régió legmagasabb pontjává emelkedik. A község területének több mint 60%-a természetvédelmi terület.
A környéket adottságai benépesülésre alkalmassá tették már a jégkorszakot követő időkben is. Itteni emberi település nyomai lelhetők fel a környező morénadombokon, és a folyóvölgyben is. Régészeti kutatások felfedték, hogy az első emberek 9000 évvel ezelőtt jelentek meg Żuławka falu területén. Nem sokkal később állandó átkelőket építettek a folyón. Ezek a fahidak az itteni emberek által legalább 3500 évig jelen voltak, és karbantartva, ami egy nagyon különleges és ritka példája az európai prehisztorikus mérnöki technikának.

## Történelem
Magát wyrzyski települést a germánok alapították 1000 környékén. A középkorban a Noteć folyó természetes határként szolgált Nagy-Lengyelország és Pomeránia között, ami sokáig visszatartotta a Német-római Birodalom, a Piast-dinasztia és a 13. századtól kezdve a Német Lovagrend terjeszkedését. A helyi emberek átvették a szláv eredetű Krajna elnevezést a Noteć folyótól északra elhelyezkedő területre. Végezetül Ferdeszájú Boleszláv lengyel fejedelem elfoglalta a környező várakat és a krajnai régiót az elkövetkező 700 évre Lengyelország részévé tette.
Az első fennmaradt emlék Wyrzyskről 1326-ra nyúlik vissza. A név az úgynevezett Nagy-lengyelországi kódex-ben került említésre. Valószínűleg már 1450 előtt független királyi város volt, de csak az 1565-ös magdeburgi törvények értelmében vált hivatalosan várossá. A területen vívott rengeteg háború következtében ami a 17. és 18. században folyt Wyrzysk gyakorlatilag faluvá degradálódott. Wyrzysk Poroszország részévé vált Lengyelország hármas felosztását követően. A városi jogokat 1773-ban adta meg ismét II. Frigyes porosz király aki a Noteć folyó szabályozásának és a Bydgoszczi-csatorna építésének adminisztrációs központjává tette. 1807 és 1815 között a Varsói Hercegség része volt, egészen a bécsi kongresszusig, ekkor visszakerült Poroszországhoz. A később megalapuló Német Birodalom része maradt egészen az első világháború végéig.
1772-ben Lengyelország első felosztása után Krajna a Porosz Királyság részévé vált. A porosz uralkodóknak folyamatosan célja volt a terület germanizálása. A módszerek között szerepelt a lengyel nyelv tiltása, a porosz adminisztráció bevezetése, a német nyelvű oktatás, a német települések támogatása és a környező kisnemesség birtokainak felvásárlása. Wyrzysk és a környező birtokok konkrétan II. Frigyes király birtokába kerültek 1773-ban. Miután Wyrzysk újra porosz kezekbe került a napóleoni háborúkat követően, 1818-ban Poseni Nagyhercegség azonos nevű járásának székhelye lett. A germanizációt követő években a régió német többségű lett. A porosz uralommal szembeni ellenállás viszont megmaradt, de ez elősegítette a gazdasági fejlődést, főleg a mezőgazdaság területén. A konfliktusok az úgynevezett Kulturkampf idején bontakoztak ki a legjobban. A germanizáció nyomása és a német telepesek áradata egyre növekvő ellenállást fejtett ki a diszkriminált lengyel lakosság által akik az anyanyelvüket akarták használni, és a római katolikus vallást követni. Ez a különböző új alapítású lengyel szervezetekben öltött formát, mint például hazafias csoportok, sportklubok, bankok és önsegélyező alapítványok.
Wyrzysk 1919-ben lett ismét az akkor újra megalapított Lengyelország része a versailles-i békeszerződés által, de alig 20 év elteltével ismét német kezekbe került a második világháború kirobbanásakor. A Harmadik Birodalom egyik tartományának, Danzig–Nyugat-Poroszország reichsgaunak lett a része, Wirsitz község székhelyeként. A várost 1945-ben a Vörös Hadsereg foglalta el, és tette újra Lengyelország részévé.

## Híres emberek
- Rudolf Bauer (1889–1953), német születésű festő
- Wernher von Braun (1912–1977), rakétatudós, űrhajózási mérnök